# 월드 오브 워크래프트: 리치 왕의 분노
《월드 오브 워크래프트: 리치 왕의 분노》(World of Warcraft: Wrath of the Lich King)는 월드 오브 워크래프트의 두 번째 확장팩이다. 2007년 8월 3일과 4일 양일 동안 열린 블리자드 엔터테인먼트의 블리즈컨에서 불타는 성전의 다음 확장팩으로 발표되었다.

## 게임 소개
리치 왕의 분노의 주요 요소는 '리치 왕의 등장'과 신대륙 '노스렌드'가 있다. 현재 리치 왕 아서스 메네실/타락한 아서스의 등장은 물론이고, 그의 믿음직한 가신이요 조언자이자 정신적인 스승인 켈투자드 또한 오리지널 낙스라마스를 리메이크한 80 레벨 10~25인 공격력 던전 낙스라마스에서 등장할 예정이다. 블리자드 측은 불타는 성전은 ‘블러드 엘프’와 ‘드레나이’가 추가되었기 때문에 신규 유저들을 다수 확보하는 데 많은 도움이 된 반면에, 리치 왕의 분노에 등장하는 ‘죽음의 기사’는 ‘영웅 클래스’로 55레벨까지 캐릭터를 키운 기존의 유저들만 선택할 수 있다고 밝히면서 리치 왕의 분노의 목표는 월드 오브 워크래프트를 꾸준하게 즐기는 기존 유저를 위한 확장팩이라고 소개했다.

### 리치 왕
리치 왕은 한 때 오크의 위대한 정신적 지도자였던 장로 주술사 넬쥴로부터 기인했다. 넬쥴은 불타는 군단의 킬제덴의 계략에 넘어가 오크를 타락시키고 '피에 굶주린 오크'를 탄생시키고 말았다. 그러나 넬쥴은 킬제덴이 원하던 대로 불타는 군단에 자신의 종족을 바치길 거부했다. 이에 킬제덴은 그 응징으로 넬쥴의 육체를 파괴하고 영혼에 대한 고문을 행했다. 결국 넬쥴은 이에 굴복하고 충성을 맹세했다. 킬제덴은 넬쥴을 불타는 군단의 사신인 시체로 만들었다.
킬제덴은 넬쥴의 영혼을 고대 갑옷 한 벌과 서리한이라는 강력한 룬검에 속박시켰다. 넬쥴의 복종을 확신하지 못한 킬제덴은 황천의 폭풍에서 얻은 특수한 얼음 수정에 봉인하여 노스렌드 대륙의 황무지에 두게 되었다.
리치 왕은 사신답게 죽음에 대한 지배권을 가졌다. 리치 왕은 인간성을 말살하고 충성스러운 스컬지를 만들고자 하는 한편, 불타는 군단에 대항하기 위해 몰래 전염병을 퍼뜨렸다. 리치 왕은 이를 더 확산시키고자 달라란의 마법사였던 마법사 켈투자드를 포섭했다.
켈투자드는 인간들에게 사회적 평등과 영원한 삶을 약속하고 '저주받은 자들의 교단'을 창설했다. 그 신도들은 로데론 북쪽 지역에 전염병을 퍼뜨려 언데드의 군대를 늘려갔다. 켈투자드는 그 군대를 가리켜 스컬지라고 이름을 붙였다. 이후 흑마법사였던 켈투자드는 아서스에게 죽임을 당했으나 그가 타락한 이후 쿠엘탈라스의 태양샘의 에너지를 얻어 강력한 리치로 부활한다.
리치 왕의 계획에 의해 아서스는 타락하게 되고 워크래프트 III: 얼어붙은 왕좌 엔딩에서는 타락한 아서스가 넬쥴의 영혼이 담긴 투구를 장착함으로써, 더욱 강력하고 새로운 리치 왕이 된다.

## 추가 사항
2007년 블리즈컨에서 발표된 리치 왕의 분노의 주요 사항은 다음과 같다.
- 최대 레벨 제한이 70에서 80으로 상향
- 최대 숙련도 또한 80 레벨에 맞춰 450으로 상승
- 새로운 대륙 노스렌드 추가
- 영웅 직업의 도입
- 최초의 영웅 직업으로 죽음의 기사 추가
- 새 전문 기술 '주문 각인(Inscription)' 추가
- 새로운 무기 유형인 '공성 무기'의 도입
- 파괴 가능한 건물 추가
- 변경 가능한 머리 모양 그리고 새로운 춤 추가
- 인스턴스 던전형태가 아닌 야외 전장 도입
- 그래픽 엔진 향상(셰이더, 화염 그래픽 추가)
- 새로운 스팍(스피어투스크, 타운카)

## 노스렌드
노스렌드는 아제로스 북극에 있는 초승달 모양의 대륙이다. 이 대륙은 동부 왕국의 반 정도 크기지만, 아웃랜드와는 대등한 크기이다.
노스렌드가 눈과 얼음의 대명사로 알려져 있지만, 개발자들이 말하길 몇몇 지역만 그렇다고 한다. 노스렌드는 11개의 지역으로 나뉘어 있으며 최저 요구 레벨은 68이라고 한다. 플레이어들은 대륙의 양쪽 끝에 있는 울부짖는 협만과 북풍의 땅에 배를 통해 접근 할 수 있을것이다. 울부짖는 협만에는 사악한 흡혈 반거인 브리쿨을 확장팩의 첫 던전인 우트가드 요새에서 만날 수 있다. 북풍의 땅에서는 나가 족들이, 나이트 엘프의 일리단의 명령으로 얼음을 녹이려고 하고 있다. 용의 안식처와 곰과 닮은 펄볼그 족들이 살고 있는 회색 구릉지는 대륙의 남쪽 가운데에 위치하고 있다. 용의 안식처는 용들이 찾아와 일생을 마치는 곳이라고 한다. 겨울손아귀 호수는 월드 오브 워크래프트 최초의 PVP(플레이어 대 플레이어)만을 위한 지역으로 선보일 것이며, 일반 서버에서도 마찬가지가 될꺼라고 한다. .
리치 왕 반대 세력인 포세이큰과 그들의 밴시 여왕 실바나스 윈드러너도 이 대륙에 리치 왕의 언데드에게 대항하기 위해 개발한 새로운 역병의 효과를 증명하기 위해 이 대륙으로 찾아왔다. 포세이큰은 아서스의 마법에 희생된 것에 대한 복수심을 품고, 최근 울부짖는 협만의 신 아가만드에 전초기지를 건설했다. 하지만, 현재까지 리치 왕 협력 세력인 스컬지와 켈투자드의 관련여부는 불명하다.
달라란의 마법사들도 용의 안식처에서 발생하고 있는 새로운 위기와 아서스에 대항하기 위해 노스렌드로 거점을 옮겼다. 도시 달라란은 앞으로 아웃랜드의 샤트라스와 같이 노스렌드 대륙의 중립 성역 도시 기능을 수행할 예정이다. 달라란은 공중에 떠있는 도시지만, 무조건 날아다니는 탈 것으로만 접근 가능한 것은 아니다.
블리자드 게임 디자이너의 말에 따르면, 아서스와 넬쥴은 리치 왕으로 결합되어, 확장팩에서의 중심 초점이 될 것이며, 리치 왕 협력 세력인 켈투자드의 스콜지와 함께 칼림도어로의 침략을 지휘할 것이라고 한다.

### 죽음의 기사
죽음의 기사(Death Knight)는 새로 추가 되는 직업으로 기존 55 레벨 이상의 캐릭터를 소유하고 있는 플레이어는 해당 서버에 죽음의 기사 생성이 가능하다. (3.0.8 패치로 계정에 55 레벨 이상의 캐릭터가 있으면 모든 서버에 죽음의 기사 생성 가능)

### 새로운 지형
- 북풍의 땅
- 울부짖는 협만
- 용의 안식처
- 회색 구릉지
- 줄드락
- 수정노래 숲
- 숄라자르 분지
- 폭풍우 봉우리
- 얼음 왕관
- 겨울손아귀 호수

### 새로운 NPC 종족 및 몬스터
- 투스카르
- 네루비안 장로
- 역병 분출자
- 무쇠 드워프
- 뾰족엄니

## 주문 각인
주문 각인은 마법부여와 비슷한 전문 기술이다. 하지만, 주문각인은 사용자의 마법과 능력을 영구적으로 적용된다. 예를 들어, 각인된 화염구 마법에 맞으면 밀쳐내기나 멍해짐에 걸리도록 할 수 있다.

## 평가
| 평가 |        |
| --- | ------ |
| 통합 점수 통합사 점수 게임랭킹스 92.50% [ 7 ] 메타크리틱 91% [ 8 ] 평론 점수 평론사 점수 1UP.com A- [ 9 ] 유로게이머 10/10 [ 10 ] G4 [ 11 ] 게임스팟 9.0/10 [ 12 ] 게임스파이 [ 13 ] 게임트레일러스 92/100 [ 14 ] 게임존 9.5/10 [ 15 ] IGN 9.0/10 [ 16 ] PC 존 8.6/10 [ 17 ] VideoGamer.com 9/10 [ 18 ] |        |
| 통합 점수 |        |
| 통합사 | 점수   |
| 게임랭킹스 | 92.50% |
| 메타크리틱 | 91%    |
| 평론 점수 |        |
| 평론사 | 점수   |
| 1UP.com | A-     |
| 유로게이머 | 10/10  |
| G4 | [ 11 ] |
| 게임스팟 | 9.0/10 |
| 게임스파이 | [ 13 ] |
| 게임트레일러스 | 92/100 |
| 게임존 | 9.5/10 |
| IGN | 9.0/10 |
| PC 존 | 8.6/10 |
| VideoGamer.com | 9/10   |